# Fuerte Rosalie
El fuerte Rosalíe (Fort Rosalie) fue un fuerte francés construido en 1716 en el emplazamiento de la actual ciudad de Natchez, Misisipi, en el entonces territorio de los indios nativos natchez. Como parte de las condiciones de paz que pusieron fin a la primera guerra natchez de 1716, Jean-Baptiste Le Moyne, sieur de Bienville exigió a los natchez construir un fuerte, aportando materiales y mano de obra. Situado cerca del principal asentamiento natchez, llamado la Gran Aldea (Grand Village), Fort Rosalie sirvió como el principal bastión y puesto de comercio entre los natchez. 
Varios asentamientos franceses y plantaciones de tabaco se establecieron en territorio natchez, actuando el fuerte como sede del gobierno local, lo que provocó una creciente tensión entre los franceses y los natchez. La violencia estalló en varias ocasiones durante la década de 1720 y culminó en un masivo ataque natchez el 28 de noviembre de 1729. Todo el asentamiento francés fue aniquilado, centenares de colonos fueron asesinados y cientos más capturados. Fort Rosalie fue capturado y ocupado por los natchez. Las represalias de las fuerzas francesas junto a los choctaws en 1730 obligó a evacuar a los natchez. El fuerte quedó en ruinas. En 1731 la mayoría de los natchez habían sido capturados, esclavizados y enviados a las plantaciones de los franceses en el Caribe. Algunos escaparon y se refugiaron entre los chickasaw, creek y cherokee. 
El fuerte francés de Fort Rosalie fue reconstruido a principios de los años 1730. Tras el Tratado de París en 1763 la fortaleza pasó a control británico. Los británicos le cambiaron el nombre por el de Fort Panmure. Del 21 de septiembre de 1779 a 1798 estuvo bajo control español en la Florida española y, a continuación, desde el 30 de marzo de 1798, los Estados Unidos se hicieron cargo de él en virtud del Tratado de San Lorenzo (1795). 
El fuerte fue abandonado en 1804. La ciudad de Natchez tiene su origen en la fundación de Fort Rosalie en 1716. Hoy en día el sitio es parte del Parque Histórico Nacional de Natchez.